# جورج جونسون كلارك
جورج جونسون كلارك هو صحفي ومحامي وسياسي كندي، ولد في 10 أكتوبر 1857 في كندا، وتوفي في 26 فبراير 1917 في كندا. حزبياً، نشط في حزب كندا المحافظ. وقد انتخب Speaker of the Legislative Assembly of New Brunswick ‏ (1909 – 1914) وانتخب عضو الجمعية التشريعية لنيو برونزويك ‏ (3 مارس 1903 – 24 فبراير 1917) وانتخب Premier of New Brunswick ‏ (17 ديسمبر 1914 – 1 فبراير 1917).